# Acheron (rzeka w Grecji)
Acheron (nwgr. Αχέροντας) – rzeka w Grecji, w regionie Epir, w jednostce regionalnej Tesprotia. Ma 36 mil (58 km) długości, a powierzchnia jej zlewni wynosi 763 km2. Wypływa z góry Tomaros na wysokości 1600 m n.p.m., płynie w kierunku południowo-zachodnim przez nomosy Tesprotia i Preweza, uchodzi do Morza Jońskiego niedaleko miejscowości Parga. W starożytności uważano, że rzeka wpływa do Hadesu, ponieważ przepływała przez ciemne wąwozy i w różnych miejscach wpływała pod ziemię. W mitologii greckiej jej nazwą określano rzekę w Hadesie.